# Estimació de paràmetres de senyal mitjançant tècniques d'invariància

Exemple de separació en subbarras (2D ESPRIT)

L'estimació dels paràmetres del senyal mitjançant tècniques rotacionals invariants (ESPRIT), és una tècnica per determinar els paràmetres d'una barreja de sinusoides en el soroll de fons. Aquesta tècnica es va proposar per primera vegada per a l'estimació de la freqüència. Tanmateix, amb la introducció de sistemes de matriu en fase en la tecnologia diària, també s'utilitza per a estimacions d'angle d'arribada.

## ESPRIT unidimensional
Per exemple {\textstyle t}, el {\textstyle M} Senyals de sortida (valors complexos) (mesures) {\textstyle y_{m}[t]}, {\textstyle m=1,\ldots ,M}, del sistema estan relacionats amb el {\textstyle K} senyals d'entrada (de valor complex). {\textstyle x_{k}[t]}, {\textstyle k=1,\ldots ,K}, com {\displaystyle y_{m}[t]=\sum _{k=1}^{K}a_{m,k}x_{k}[t]+n_{m}[t],} on {\textstyle n_{m}[t]} indica el soroll afegit pel sistema. La forma unidimensional d'ESPRIT es pot aplicar si els pesos tenen la forma {\textstyle a_{m,k}=e^{-j(m-1)\omega _{k}}}, les fases de les quals són múltiples enters d'alguna freqüència radial {\displaystyle \omega _{k}}. Aquesta freqüència només depèn de l'índex de l'entrada del sistema, és a dir, {\textstyle k}. L'objectiu d'ESPRIT és estimar {\displaystyle \omega _{k}}, donades les sortides {\textstyle y_{m}[t]} i el nombre de senyals d'entrada, {\textstyle K}. Com que les freqüències radials són els objectius reals, {\textstyle a_{m,k}} es denota com {\textstyle a_{m}(\omega _{k})}.
Classificació dels pesos {\textstyle a_{m}(\omega _{k})} com a {\displaystyle \mathbf {a} (\omega _{k})=[\,1\,\ e^{-j\omega _{k}}\,\ e^{-j2\omega _{k}}\,\ ...\,\ e^{-j(M-1)\omega _{k}}\,]^{\top }} i els senyals {\textstyle M} de sortida {\textstyle t} com {\displaystyle \mathbf {y} [t]=[\,y_{1}[t]\,\ y_{2}[t]\,\ ...\,\ y_{M}[t]\,]^{\top }}, {\displaystyle \mathbf {y} [t]=\sum _{k=1}^{K}\mathbf {a} (\omega _{k})x_{k}[t]+\mathbf {n} [t],}on {\displaystyle \mathbf {n} [t]=[\,n_{1}[t]\,\ n_{2}[t]\,\ ...\,\ n_{M}[t]\,]^{\top }}. A més, quan els vectors de pes {\displaystyle \mathbf {a} (\omega _{1}),\ \mathbf {a} (\omega _{2}),\ ...,\ \mathbf {a} (\omega _{K})} es posa com a  matriu de Vandermonde {\displaystyle \mathbf {A} =[\,\mathbf {a} (\omega _{1})\,\ \mathbf {a} (\omega _{2})\,\ ...\,\ \mathbf {a} (\omega _{K})\,]}, i les entrades {\displaystyle K} amb intància {\textstyle t} en vector {\displaystyle \mathbf {x} [t]=[\,x_{1}[t]\,\ ...\,\ x_{k}[t]\,]^{\top }}, es pot escriure{\displaystyle \mathbf {y} [t]=\mathbf {A} \,\mathbf {x} [t]+\mathbf {n} [t].}Amb diverses mesures en casos {\textstyle t=1,2,\dots ,T} i les notacions {\textstyle \mathbf {Y} =[\,\mathbf {y} [1]\,\ \mathbf {y} [2]\,\ \dots \,\ \mathbf {y} [T]\,]}, {\textstyle \mathbf {X} =[\,\mathbf {x} [1]\,\ \mathbf {x} [2]\,\ \dots \,\ \mathbf {x} [T]\,]} i {\textstyle \mathbf {N} =[\,\mathbf {n} [1]\,\ \mathbf {n} [2]\,\ \dots \,\ \mathbf {n} [T]\,]}, el model d'eqüacions esdevé{\displaystyle \mathbf {Y} =\mathbf {A} \mathbf {X} +\mathbf {N} .}

### Divisió en submatrius virtuals

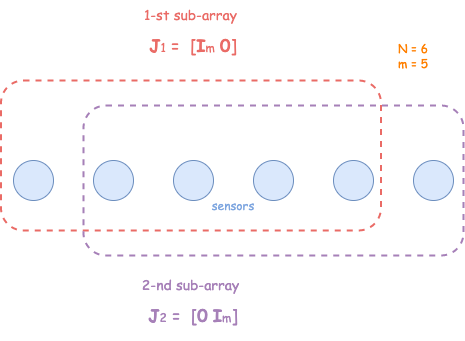
Superposició màxima de dues submatrius (N indica el nombre de sensors de la matriu, m és el nombre de sensors de cada submatriu i i són matrius de selecció)

El vector pes {\textstyle \mathbf {a} (\omega _{k})} té la propietat que les entrades adjacents estan relacionades. {\displaystyle [\mathbf {a} (\omega _{k})]_{m+1}=e^{-j\omega _{k}}[\mathbf {a} (\omega _{k})]_{m}} Per a tot el vector {\displaystyle \mathbf {a} (\omega _{k})}, l'equació introdueix dues matrius de selecció {\displaystyle \mathbf {J} _{1}} i {\displaystyle \mathbf {J} _{2}} : {\displaystyle \mathbf {J} _{1}=[\mathbf {I} _{M-1}\quad \mathbf {0} ]} i {\displaystyle \mathbf {J} _{2}=[\mathbf {0} \quad \mathbf {I} _{M-1}]}. Aquí, {\displaystyle \mathbf {I} _{M-1}} és una matriu identitària de mida {\textstyle (M-1)} i {\displaystyle \mathbf {0} } és un vector de zero.
Els vectors {\displaystyle \mathbf {J} _{1}\mathbf {a} (\omega _{k})}{\displaystyle [\mathbf {J} _{2}\mathbf {a} (\omega _{k})]} conté tots els elements de {\displaystyle \mathbf {a} (\omega _{k})} excepte l'últim [primer]. Així, {\displaystyle \mathbf {J} _{2}\mathbf {a} (\omega _{k})=e^{-j\omega _{k}}\mathbf {J} _{1}\mathbf {a} (\omega _{k})} i {\displaystyle \mathbf {J} _{2}\mathbf {A} =\mathbf {J} _{1}\mathbf {A} \mathbf {H} ,\quad {\text{where}}\quad {\mathbf {H} }:={\begin{bmatrix}e^{-j\omega _{1}}&\\&e^{-j\omega _{2}}\\&&\ddots \\&&&e^{-j\omega _{K}}\end{bmatrix}}.} La relació anterior és la primera observació important necessària per a ESPRIT. La segona observació important es refereix al subespai del senyal que es pot calcular a partir dels senyals de sortida.

### Resum de l'algorisme
Entrada: mesures {\textstyle \mathbf {Y} :=[\,\mathbf {y} [1]\,\ \mathbf {y} [2]\,\ \dots \,\ \mathbf {y} [T]\,]}, el nombre de senyals d'entrada {\textstyle K} (estimar si no es coneix).
1. Calculeu la descomposició de valors singulars (SVD) de {\textstyle \mathbf {Y} =\mathbf {U} \mathbf {\Sigma } \mathbf {V} ^{\dagger }} i extreu el subespai del senyal {\textstyle \mathbf {U} _{\mathrm {S} }\in \mathbb {C} ^{M\times K}} com el primer {\textstyle K} columnes de {\textstyle \mathbf {U} }.
2. Calcular {\textstyle \mathbf {S} _{1}=\mathbf {J} _{1}\mathbf {U} _{\mathrm {S} }} i {\textstyle \mathbf {S} _{2}=\mathbf {J} _{2}\mathbf {U} _{\mathrm {S} }}, on {\displaystyle \mathbf {J} _{1}=[\mathbf {I} _{M-1}\quad \mathbf {0} ]} i {\displaystyle \mathbf {J} _{2}=[\mathbf {0} \quad \mathbf {I} _{M-1}]}.
3. Resol per {\textstyle \mathbf {P} } en {\textstyle \mathbf {S} _{2}=\mathbf {S} _{1}\mathbf {P} } (vegeu l'observació anterior).
4. Calcula els valors propis {\textstyle \lambda _{1},\lambda _{2},\ldots ,\lambda _{K}} de {\textstyle \mathbf {P} }.
5. Les fases dels valors propis {\textstyle \lambda _{k}=\alpha _{k}\mathrm {e} ^{j\omega _{k}}} proporcionar les freqüències radials {\textstyle \omega _{k}}, és a dir, {\textstyle \omega _{k}=\arg \lambda _{k}}.[4]